# Patice
Patice je specializovaná elektrotechnická součástka, která slouží k mechanickému upevnění a elektrickému propojení jiných elektrotechnických součástek, přístrojů a dílů do složitějšího elektrického zařízení. Spojení využívající patici je rozebíratelné bez nástrojů. Používá se tam, kde se očekává opakovaná montáž a demontáž laiky bez elektrotechnické kvalifikace. Nejde ale o kabelové propojení. Pokud je alespoň jeden ze spojovaných dílů součástí kabelu, mluvíme o konektoru, nebo o zásuvkovém spojení. U počítačových komponent a relé je patice namontovaná na DPS, rámu nebo šasi. Protikusem je přímo integrovaný obvod nebo paticové relé. Příkladem je patice procesoru. U světelných zdrojů a elektronek se výraz patice používá pro tu část výrobku, která nese vývody. Protikus namontovaný do elektrického zařízení se označuje jako objímka. Příkladem je žárovka s Edisonovým závitem zašroubovaná do objímky.

## Patice světelných zdrojů

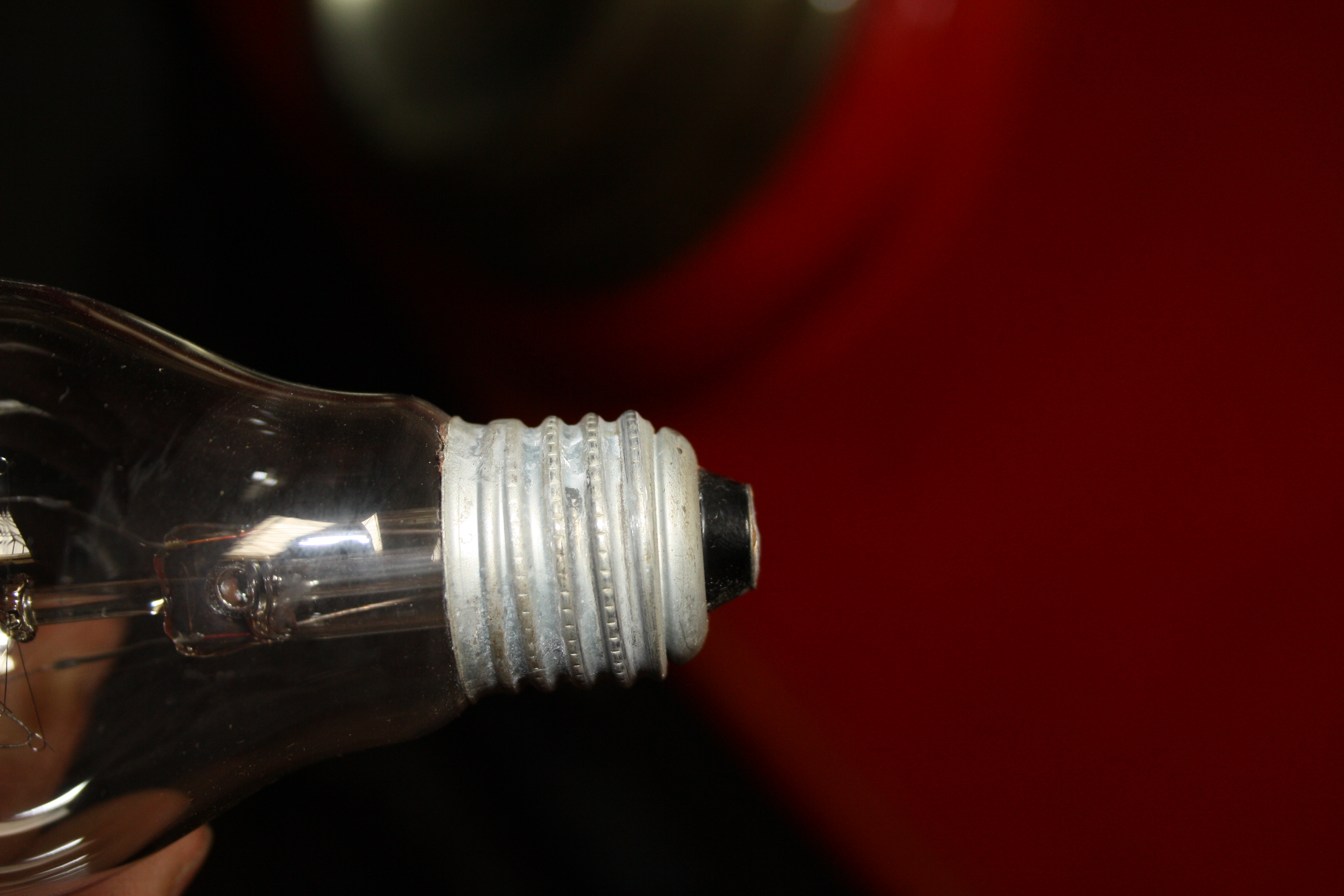
Patice žárovky pro tramvajová svítidla. Jemné rýhování na závitech zabraňuje uvolňování při otřesech vyvolaných jízdou.

- Šroubovací s Edisonovým závitem se označují E10, E14, E27, E40. Číslo znamená vnější průměr patice v milimetrech. Používají se pro běžné žárovky, úsporné žárovky, výbojky i světelné zdroje s LED.
- Bajonetové mají tvar hladkého válce se dvěma protilehlými výstupky. Ty zapadají do výřezů tvaru "L" v objímce. Na dně objímky je odpružený kontakt. Světelný zdroj se zasune do objímky tlakem proti pružině a zajistí pootočením. Právě použitím pružiny je bajonetové spojení odolné proti otřesům. Toho se často využívá u světelných zdrojů použitých ve světlometech dopravních prostředků. Při vyjímání pak je potřeba nejprve trochu zamáčknout proti pružině, pak zároveň pootočit, uvolněním tlaku se patice vysune, je pružinou v objímce vytlačena.
- Kolíčkové často používané u kompaktních zářivek. Tyto zářivky se někdy označují jako jednopaticové. Jednostranná patice pak díky středovému kolíku pro mechanické namáhání nese celou hmotnost zářivky, která může za paticí vyčnívat i 20 cm. Z plastového tělíska patice vystupují dva nebo čtyři kolíky. Zářivky se dvěma kolíky mají integrovaný startér. Pro provoz vyžadují externí tlumivku. Zářivky se čtyřmi vývody z patice vyžadují externí předřadník. Může být konvenční, složený ze startéru a tlumivky nebo elektronický. Tvary patic i objímek jsou normalizované, mezi výrobci sjednocené.
  - jehlové - zapichují se mezi dvě předpjaté pružinkové vidličky, která i každá sama svírá svou jehlu.
    - Slouží buď jen jako elektrické kontakty, a hmotnost zařízení nese ještě spřažený mechanický kolík k tomu určený,
    - anebo je zařízení (žárovička) natolik malé, že ho vidličky objímky za jehly udrží. Typickým představitelem je patice G4.
    - Pak se ale malý předmět může v objímce ještě mechanicky zasouvat do kolejnice, kontakty jsou až na jejím dně. Kolejnice pak nese buď jen mechanické tlaky a ohyby do stran, anebo i sama pružinově svírá a nese těleso zařízení. Typickým představitelem je patice G9.

  - hlavičkové - Jde o otočný zámek, též formu bajonetu, v přeneseném pojmenování. Anglicky se označuje "twist-lock": Otočením se nejen zaklesnou elektrické kontakty, pod pružinky, hlavičky navíc nesou hmotnost zažízení, které díky hlavičkám již nevypadne. Typickým představitelem je patice GU10.

Bajonetová patice.
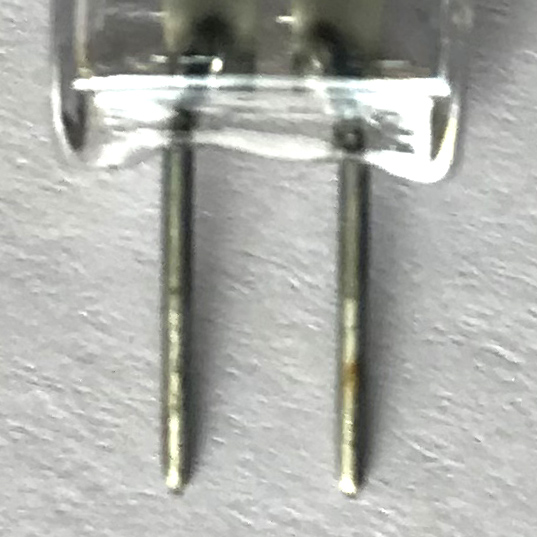
Patice G4.
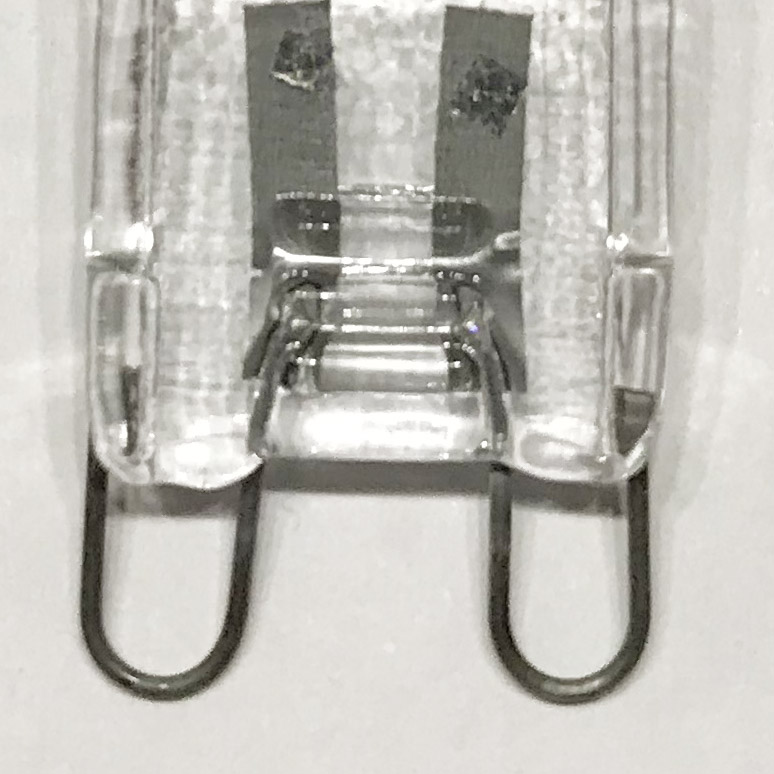
Patice G9.
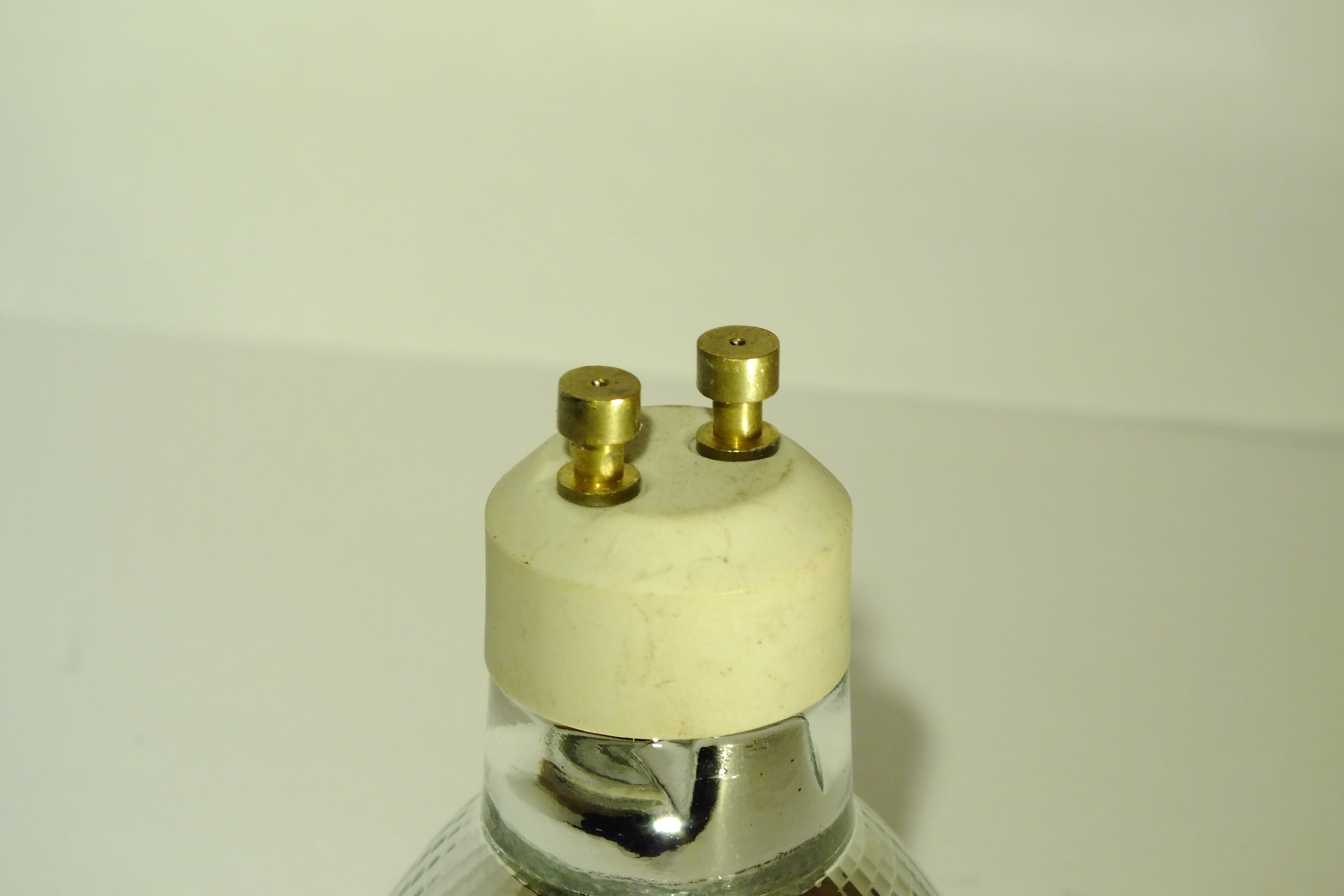
Patice GU10.

### Jiné typy patic
Sufitka je konstrukce patic pro žárovky, doutnavky a pojistky. Je válcového tvaru s kontakty symetricky umístěnými na obou koncích. Samotná skleněná baňka je válcová trubička, na koncích zúžená. Na zúžené konce jsou jako kontakty nasazeny kovové čepičky. Ty u sufitky nahrazují patici. Nemá klasickou objímku, místo se sufitka zasouvá do dvou pružných vidliček, které fungují jako mechanický držák i elektrický kontakt. Každá vidlička tedy drží svůj kontakt a potažmo i celou součástku i jen sama o sobě, i bez přispění druhé: Součástka se tedy zacvakává nadvakrát, do každé vidličky jednou.
Jiná možnost konstrukce sufitek je do kroužků na pružinkách. Sama sufitka pak má kontakty kuželové a je mezi kroužky svírána trvalým tlakem v ose. Pro vyjmutí se součástka uchopí, jí se zatlačí na jednu z pružinek a druhým koncem se vyhne mimo protilehlý uvolněný kontakt. Podobně jsou konstruována pouzdra na tužkové monočlánky AA, sufitky však mají hroty kontaktů z obou stran: Na orientaci nezáleží.
Běžně se sufitka užívala v motorových vozidlech v obrysových světlech, osvětlení SPZ (dnes registrační značka) i ve vnitřním osvětlení. Tvar sufitky umožňoval konstruovat velmi plochá svítidla. Stejný tvar měly orientační doutnavky ve starších řadách vypínačů.
Název odkazuje na umístění: Stropní. Šlo totiž o slabé žárovky pro noční osvětlení, například v autobusech.

## Patice pro elektronické součástky

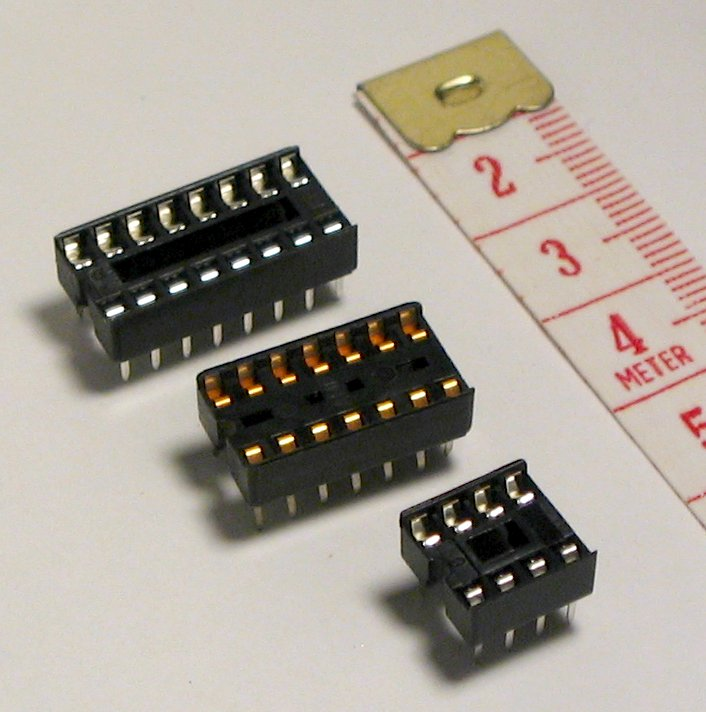
Patice pro integrované obvody DIP16, DIP14 a DIP8

V elektronice se patice používají pro součástky, u kterých lze očekávat častější výměnu, a pro součástky, které by se mohly zničit při pájení (obvykle součástky s velkým počtem vývodů). Patice se používaly již v první polovině 20. století pro elektronky, později hlavně pro integrované obvody, případně i tranzistory. V počítačích se osazení paticí často používá, aby se umožnilo pozdější doplnění součástek, které nejsou nezbytně nutné (numerický koprocesor, větší paměť RAM, boot ROM na síťových kartách, apod.). Pravidlem je používání patic pro paměti ROM a pro procesory, aby byla možná změna firmware nebo výměna procesoru za výkonnější typ.

## Stožárová patice

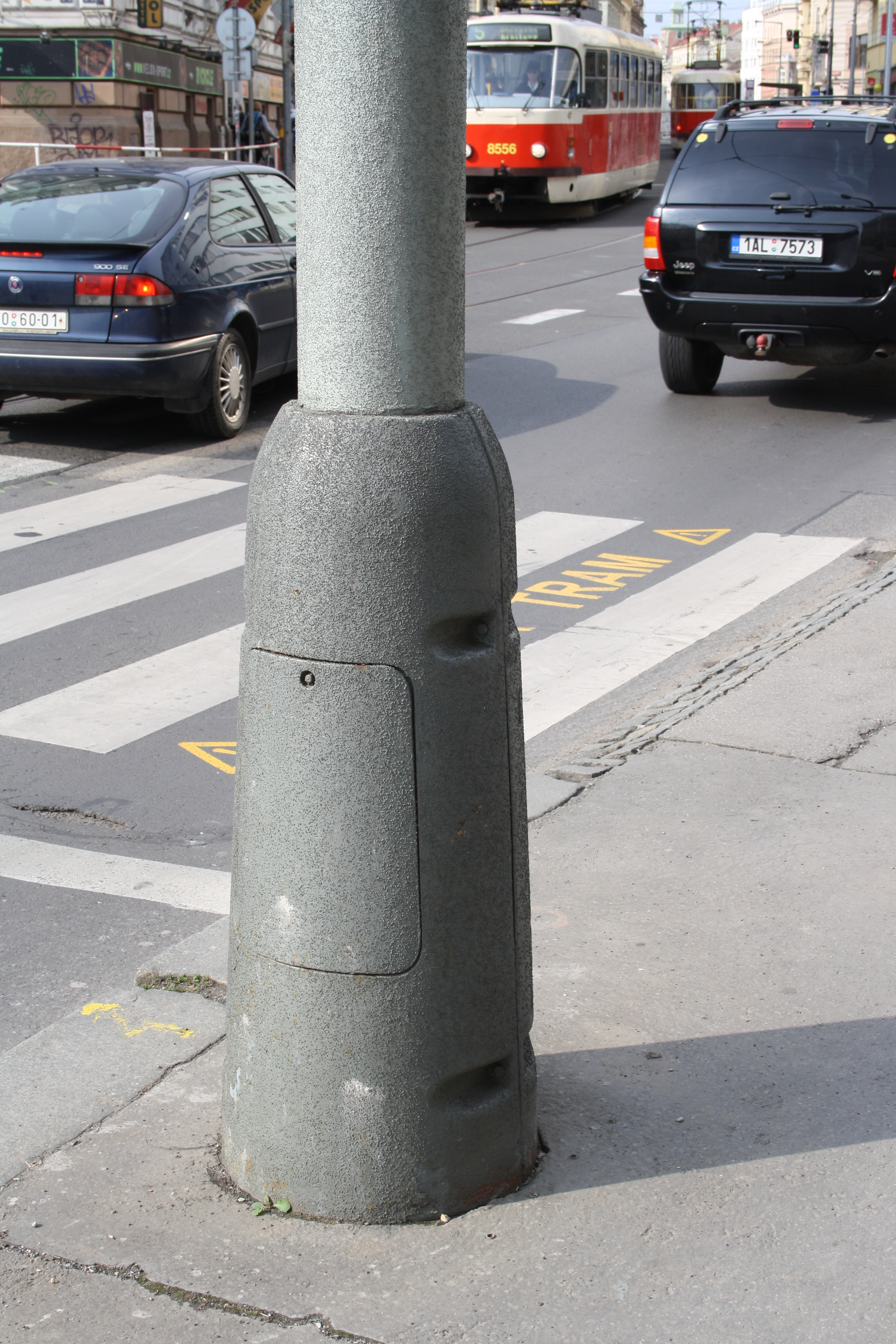
Patice stožáru veřejného osvětlení. Za dvířky je svorkovnice (elektrická výzbroj). Povrch je pokryt granulátem pro ztížení výlepu nelegální inzerce.

Výraz patice se užívá také pro dvojdílný kryt paty osvětlovacího stožáru. Kryt býval dříve z litiny, v současnosti je z laminátu a má dvířka pro přístup k elektrické výzbroji stožáru. V tomto případě se elektrickou výzbrojí rozumí odbočovací svorkovnice a držák pojistky. Dnes se tyto patice používají už jen u tenkých stožárů parkových svítidel. U uličních stožárů je zhotoven výřez pro přístup ke svorkovnici přímo v tělese stožáru.